# Dun-le-Poëlier
Dun-le-Poëlier is een gemeente in het Franse departement Indre (regio Centre-Val de Loire) en telt 457 inwoners (1999). De plaats maakt deel uit van het arrondissement Issoudun.

## Geografie
De oppervlakte van Dun-le-Poëlier bedraagt 22,5 km², de bevolkingsdichtheid is 20,3 inwoners per km².
De onderstaande kaart toont de ligging van Dun-le-Poëlier met de belangrijkste infrastructuur en aangrenzende gemeenten.

## Demografie
Onderstaande figuur toont het verloop van het inwonertal (bron: INSEE-tellingen).